# Benoit
Benoit – miasto w Stanach Zjednoczonych, w stanie Missisipi, w hrabstwie Bolivar.